# 프렌즈: 몬스터 섬의 비밀
《프렌즈: 몬스터 섬의 비밀》(일본어: friends もののけ島のナ)은 2011년에 개봉, 2018년에 재개봉한 일본의 애니메이션 영화이다.

## 개요
일본의 베스트셀러 동화 작가 하마다 히로스케의 울어버린 빨강 도깨비를 영화화한 작품이다.

## 줄거리
200년 동안 비밀을 간직한 금기의 땅, 신비한 몬스터 섬에 갑자기 나타난 카리스마 꼬마 아이 '코타케'와 소심한 몬스터들이 펼치는 스펙터클 어드벤처 스토리를 그린 이야기이다.

## 출연진

### 한국어 목소리
- 이장원 - 나키 목소리 역
- 엄상현 - 군조 목소리 역
- 김서영 - 코타케 목소리 역
- 윤세웅 - 오동동 목소리 역

### 일본어 목소리
- 카토리 신고 - 나키 (일본어 목소리) 역
- 야마데라 코이치 - 군조 (일본어 목소리) 역